# Iona Timofeevič Nikitčenko

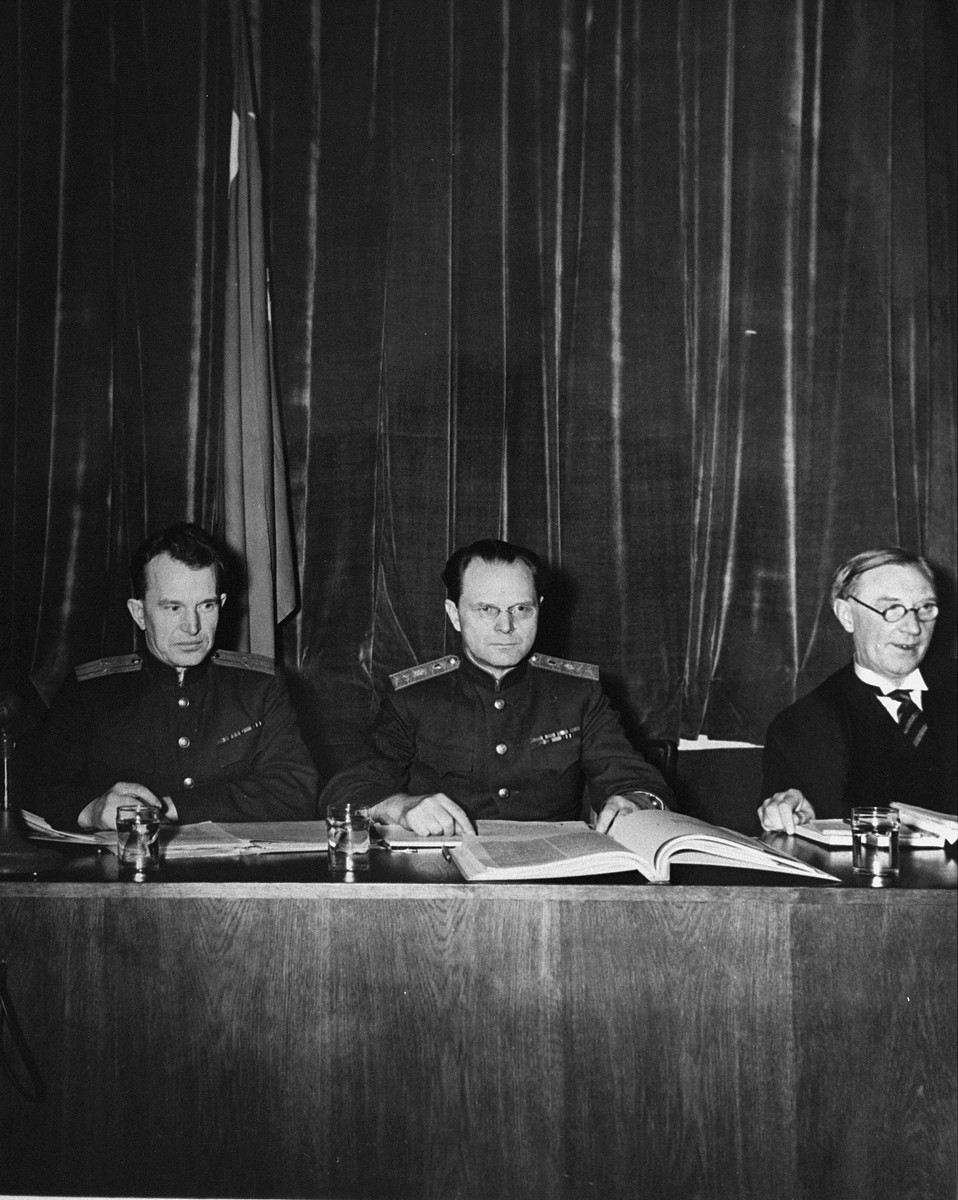
Giudici al processo di Norimberga: Iona Nikitchenko e Alexander Volchkov (URSS), Norman Birkett (Regno Unito)

Iona Timofeevich Nikitchenko (in russo Иона Тимофеевич Никитченко?; Tuzlukov (Bagaevskij rajon), 28 giugno 1895 – Mosca, 22 aprile 1967) è stato un giurista e militare sovietico, giudice al processo di Norimberga.

## Biografia
Nato in una famiglia di contadini nell'Oblast' di Rostov si unì ai bolscevichi nel 1916, combattendo nella guerra civile russa. Nel maggio 1920 ebbe il suo primo incarico come vicepresidente di una corte militare. Nel 1924 fu trasferito a Mosca dove proseguì l'attività di magistrato militare, conseguendo la laurea in giurisprudenza nel 1928 all'università Lomonosov.
Fu nominato componente del Collegio militare della Corte suprema sovietica (incarico che ricoprì fino all'agosto 1938) e successivamente vicepresidente della stessa Corte. Nel periodo delle grandi purghe prese parte a diversi dei processi farsa inscenati dal regime staliniano , fra i quali quelli che videro la condanna di Lev Kamenev e Grigory Zinoviev. Fu inoltre componente del Soviet Supremo dell'Unione Sovietica.
Si ritirò dalle cariche nel 1951 e morì a Mosca nel 1967, dove fu sepolto al cimitero Vvedenskoe.

## Processo di Norimberga
Nel 1945 fu inviato dal governo sovietico a Londra, contribuendo alla redazione dello statuto del Tribunale militare internazionale che avrebbe giudicato i vertici della Germania nazista .
Fu poi componente dello stesso Tribunale come membro titolare per conto dell'URSS. Si espresse in dissenso rispetto all'assoluzione di Hjalmar Schacht, Franz von Papen e Hans Fritzsche, chiedendo inoltre senza successo la condanna a morte di Rudolf Hess.